# همبستگی، همبستگی...
همبستگی، همبستگی… (لهستانی: Solidarność, Solidarność...) مجموعه‌ای از فیلم‌های کوتاه لهستانی است که در سال ۲۰۰۵ به مناسبت بیست و پنجمین سالگرد تأسیس اتحادیه همبستگی سولیدارنوشچ ساخته شد. این مجموعه شامل ۱۳ فیلم کوتاه ۱۰ دقیقه‌ای است و به اشکال مختلفی روایت می‌شود: داستان کوتاه، موزیک ویدیو، مستند، انیمیشن و مصاحبه.

## گزیدهٔ بازیگران
- کاتاژینا هرمان
- مارِک کُندرات
- روبرت وینتسکیویچ
- کشیشتف کیرشنوفسکی
- لِـسواف ژورک
- ماچئی زاکوشچیلنی
- اریک لوبوس
- سزاری ووکاشویچ
- وویچیخ سولاش
- والدمار چیشاک
- مارچین دوروچینسکی
- ماچئی اشتور
- آگاتا کولشا
- پیوتر رنکاویک
- یانوش گایوس
- کشیشتف استروئینسکی
- آنا رومانتوفسکا
- آنا پژیبیلسکا
- یاتسک کاوُتسکی
- کریستیانا یاندا
- یژی راجیویوویچ
- مایا اوشتاشفسکا
- کشیشتف زانوسی
- آندری وایدا
- لخ والسا